# Leichtathletik-Weltmeisterschaften 2017/50 km Gehen der Männer

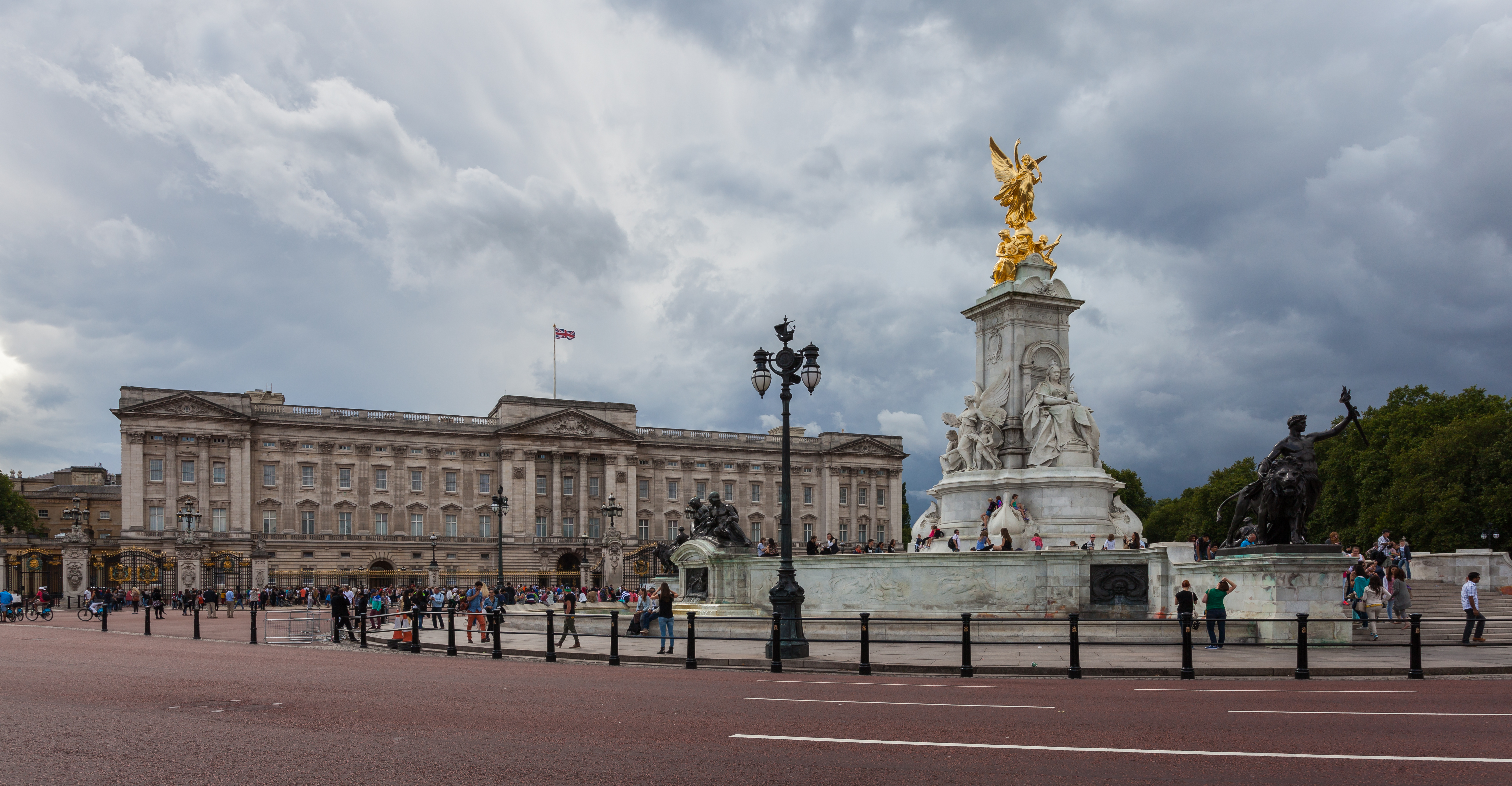
Victoria Memorial vor dem Buckingham-Palast

Das 50-km-Gehen der Männer bei den Leichtathletik-Weltmeisterschaften 2017 wurde am 13. August 2017 in den Straßen der britischen Hauptstadt London ausgetragen.
In diesem Wettbewerb errangen die japanischen Geher mit Silber und Bronze zwei Medaillen. Es siegte der französische Vizeweltmeister von 2007, dreifache Europameister (2006/2010/2014) und Weltrekordinhaber Yohann Diniz. Hirooki Arai, Olympiadritter von 2016, wurde Vizeweltmeister vor Kai Kobayashi.

## Rekorde

### Bestehende Rekorde
| Weltrekord               | Yohann Diniz        | 3:32:33 h | Zürich, Schweiz                     | 15. August 2014 |
| Weltmeisterschaftsrekord | Robert Korzeniowski | 3:36:03 h | WM in Paris/Saint-Denis, Frankreich | 27. August 2003 |

### Rekordverbesserungen
Es gab eine Verbesserung des bestehenden WM-Rekords und darüber hinaus wurden zwei Landesrekorde aufgestellt.
- Weltmeisterschaftsrekord:
  - 3:33:12 h – Yohann Diniz, Frankreich
- Landesrekorde:
  - 3:43:56 h – Máté Helebrandt, Ungarn
  - 3:46:29 h – Quentin Rew, Neuseeland

## Strecke
Der Start- und Zielpunkt der Strecke lag auf der Verbindungsstraße "The Mail" zwischen den Trafalgar Studios und Buckingham Palace an der Ecke "Marlborough Road" nahe dem Marlborough House. Ständig ging es auf dieser Route vorbei an dem südwestlich gelegenen St. James’ Park. Zunächst führte die Strecke Richtung Nordosten vorbei an den Trafalgar Studios. Der Weg umrundete die dahinter befindliche Statue "Equestrian Statue of Charles I" auf einem Kreisverkehr und führte auf der fast schnurgeraden Straße "The Mail" zurück in Richtung Südwesten. Es ging vorbei am Start- und Zielpunkt bis vor den Buckingham Palace, wo das Victoria Memorial komplett umrundet wurde. So führte die Route wieder zurück auf die Straße "The Mail" bis zum Start- und Zielpunkt. Die Länge dieser Strecke betrug zwei Kilometer, musste also beim 50-km-Gehen 25 Mal absolviert werden.

## Ausgangssituation
Einige der erfolgreichen Geher aus den letzten Jahren wie der Titelverteidiger und Olympiasieger von 2016 Matej Tóth oder der Olympiasieger von 2012 und Vizeweltmeister von 2015 Jared Tallent waren hier in London nicht dabei. Zu den Favoriten für diesen Wettkampf zählten in erster Linie der japanische WM-Dritte von 2015 Hirooki Arai, der irische Weltmeister von 2013 Robert Heffernan, der französische Weltrekordler und Europameister von 2014 Yohann Diniz sowie der kanadische Olympiavierte von 2016 Evan Dunfee. Hinzu kam vielleicht noch der WM-Vierte von 2013 Ihor Hlawan aus der Ukraine.

## Wettbewerbsverlauf
13. August 2017, 7:47 Uhr Ortszeit (8:45 Uhr MESZ)
Diesem Wettkampf drückte von Anfang ein Geher den Stempel auf. Schon auf den ersten Kilometern schlug Yohann Diniz ein hohes Tempo an, das er bald noch einmal deutlich verschärfte, sodass er schon nach zehn Kilometern einen Vorsprung von mehr als vierzig Sekunden herausgearbeitet hatte. Ihm folgte der Mexikaner Horacio Nava, eine fünfzehnköpfige Verfolgergruppe lag weitere vierzehn Sekunden zurück. Nava wurde bald wieder von den Verfolgern eingeholt und reihte sich dort ein, während Diniz sein hohes Tempo an der Spitze durchzog und so seinen Vorsprung mehr und mehr vergrößerte. Bei Kilometer fünfzehn lag die jetzt noch neunköpfige Verfolgergruppe 1:32 min zurück, bei Kilometer zwanzig betrug dieser Abstand bereits 2:10 min. Bei Kilometer 25 führte Diniz mit 2:59 min. Die Verfolgergruppe bestand mit den beiden Ecuadorianern Claudio Villanueva und Andrés Chocho, dem Finnen Aleksi Ojala, dem Chinesen Yu Wei, Dunfee sowie den beiden Japanern Arai und Kai Kobayashi jetzt noch aus sieben Athleten. Die Lage bei Kilometer dreißig hatte sich nicht geändert, die sieben Verfolger lagen noch zusammen, Diniz' Vorsprung hatte sich auf 3:18 min weiter erhöht, bei Kilometer 35 war wieder mehr als eine Minute auf diesen Abstand dazugekommen und immer noch folgten dem Franzosen gemeinsam sieben Geher.
Das änderte sich auf dem nächsten Streckenabschnitt. Während Diniz sein sowieso bereits ausgesprochen hohe Tempo noch einmal forcierte, fiel die Gruppe hinter ihm nun auseinander. Die beiden Japaner Arai und Kobayashi setzten sich zu zweit ab. Bei Kilometer vierzig lagen sie 5:43 min hinter Diniz und 27 s vor Dunfee. Weitere sechs Sekunden zurück folgte Villanueva, der wiederum 24 s Vorsprung vor dem nächsten Japaner Satoshi Maruo und 26 s vor dem Ukrainer Ihor Hlawan hatte. Dahinter hatte Ojala weitere acht Sekunden Rückstand. Auch auf den letzten zehn Kilometern zeigte Yohann Diniz nicht die geringsten Ermüdungserscheinungen und behielt sein Tempo bei. Er gewann völlig unangefochten und stellte mit 3:33:12 h einen neuen Meisterschaftsrekord auf. Seinen eigenen Weltrekord verfehlte er um nur 39 Sekunden. Die beiden Japaner hinter ihm blieben zusammen bis zum Schluss. Hirooki Arai gewann die Silbermedaille mit einem Rückstand von 8:05 min und einem Vorsprung von zwei Sekunden auf Kai Kobayashi. Ihor Hlawan wurde 23 s hinter Kobayashi Vierter vor dem dritten Japaner Satoshi Maruo, der 21 s nach Hlawan ins Ziel kam. Platz sechs belegte der Ungar Máté Helebrandt vor dem Polen Rafał Augustyn. Robert Heffernan erreichte den achten Platz vor dem Italiener Marco De Luca und dem Deutschen Carl Dohmann.
| Zwischenzeiten | Zwischenzeiten | Zwischenzeiten | Zwischenzeiten |
| Marke          | Zwischenzeit   | Führende(r) | 5-km-Zeit      |
| -------------- | -------------- | --- | -------------- |
| 5 km           | 22:46 min      | Yohann Diniz mit großer Spitzengruppe | 22:46 min      |
| 10 km          | 44:28 min      | Yohann Diniz / Horacio Nava 41 s zurück / 15köpfige Verfolgergruppe 55 s zurück                                                                             | 21:42 min      |
| 15 km          | 1:06:02 h      | Yohann Diniz / 9köpfige Verfolgergruppe 1:32 min zurück | 21:34 min      |
| 20 km          | 1:27:18 h      | Yohann Diniz / 9köpfige Verfolgergruppe 2:10 min zurück | 21:16 min      |
| 25 km          | 1:48:24 h      | Yohann Diniz / 7köpfige Verfolgergruppe 2:59 min zurück | 21:06 min      |
| 30 km          | 2:09:51 h      | Yohann Diniz / 7köpfige Verfolgergruppe 3:18 min zurück | 21:27 min      |
| 35 km          | 2:30:58 h      | Yohann Diniz / 7köpfige Verfolgergruppe 4:21 min zurück | 21:07 min      |
| 40 km          | 2:51:31 h      | Diniz / Arai, Kobayashi 5:43 min zur. / Dunfee 6:10 min zur. / Villanueva 6:16 min zur. / Maruo 6:40 min zur. / Hlawan 6:42 min zur. / Ojala 6:50 min zur.  | 20:33 min      |
| 45 km          | 3:12:39 h      | Diniz / Arai, Kobayashi 6:38 min zur. / Hlawan 7:14 min zur. / Maruo 7:39 min zur. / De Luca 8:26 min zur. / Helebrand 8:43 min zur. / Dunfee 9:10 min zur. | 21:08 min      |
| 50 km          | 3:33:12 h      | Yohann Diniz | 20:33 min      |

## Ergebnis

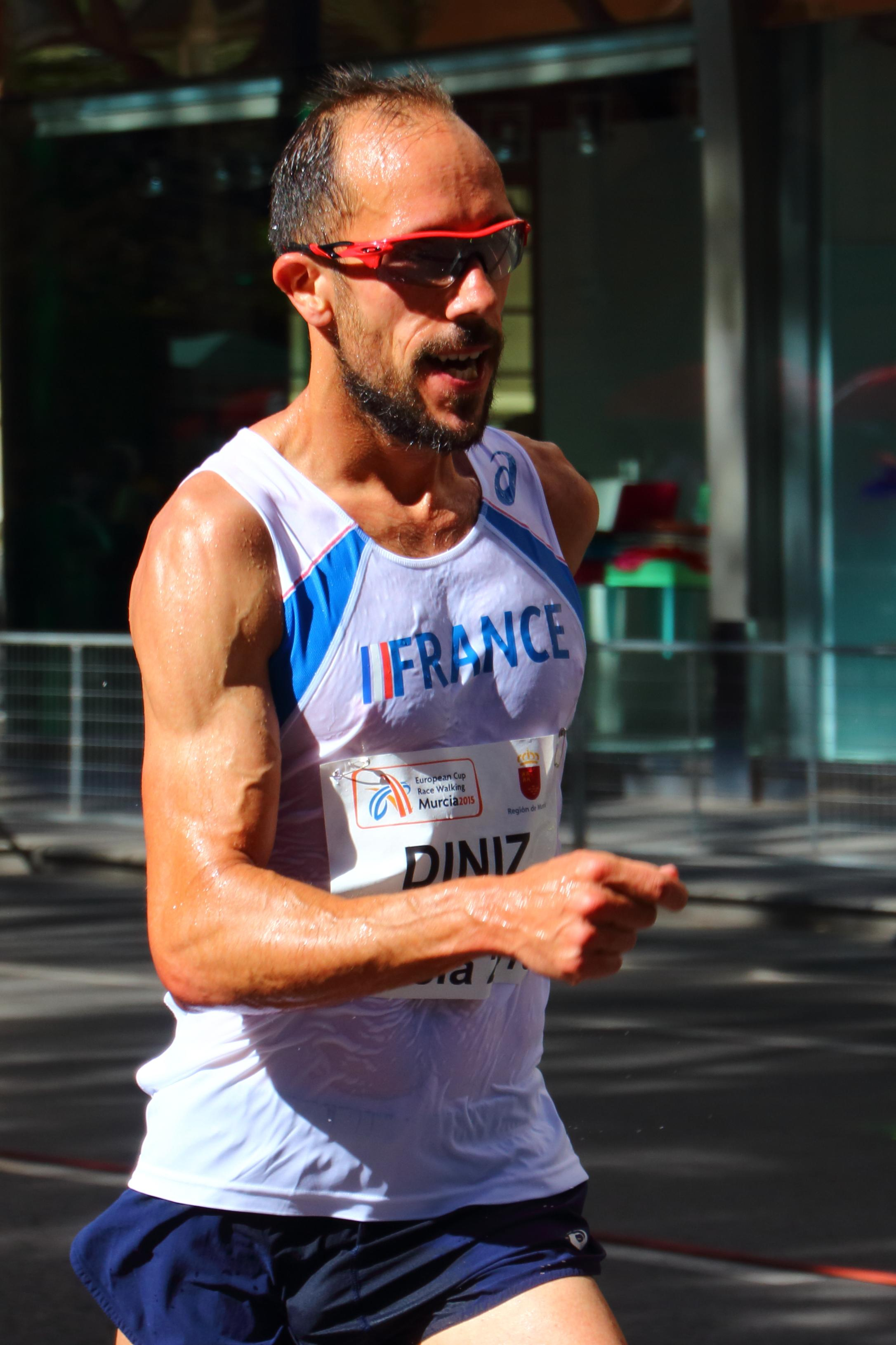
Weltmeister Yohann Diniz

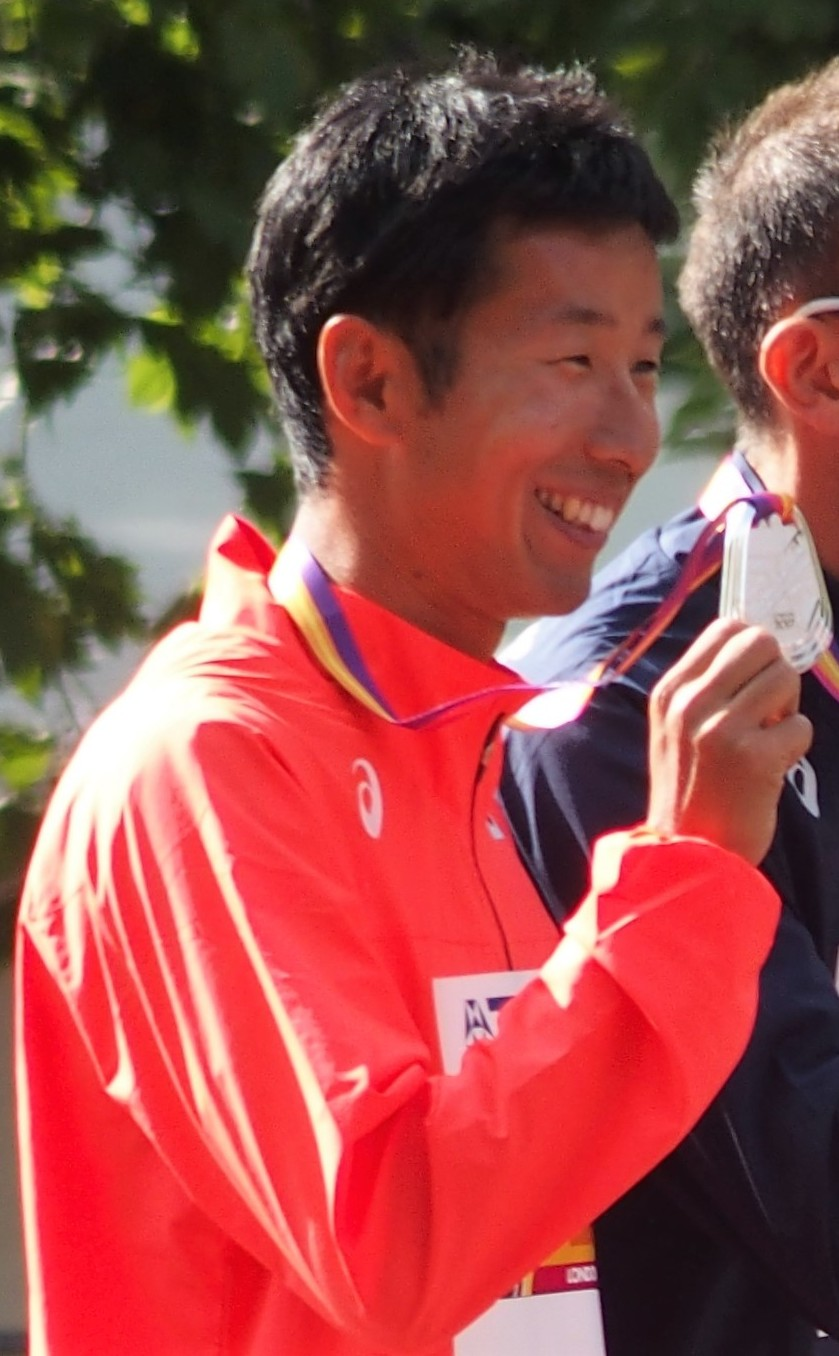
Vizeweltmeister Hirooki Arai

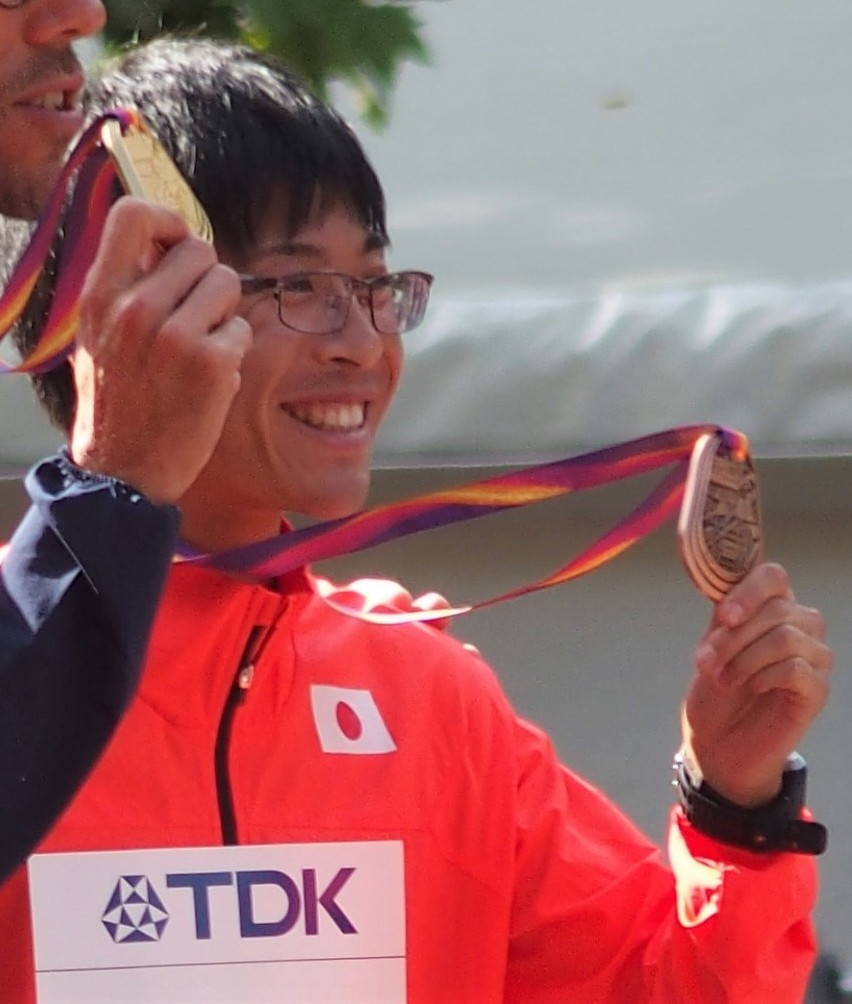
Bronzemedaillengewinner Kai Kobayashi

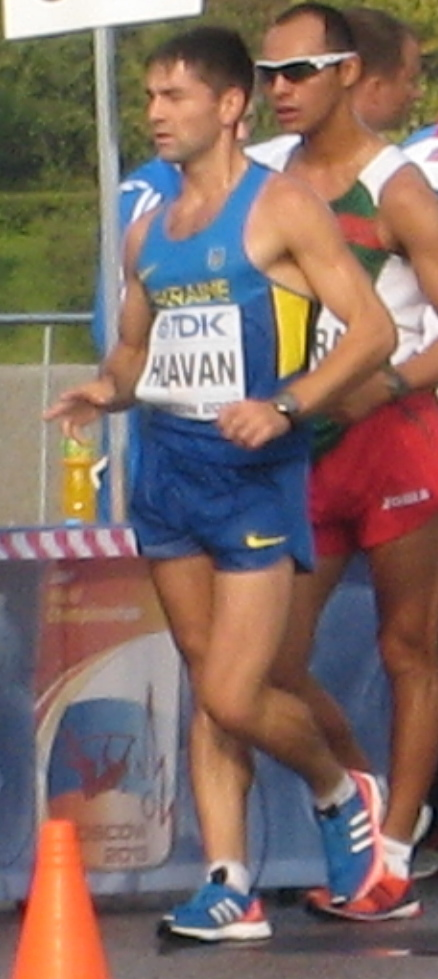
Ihor Hlawan – Platz vier

| Platz | Athlet                     | Land                | Zeit (h)                       |
| ----- | -------------------------- | ------------------- | ------------------------------ |
|       | Yohann Diniz               | Frankreich          | 3:33:12 CR                     |
|       | Hirooki Arai               | Japan               | 3:41:17 SB                     |
|       | Kai Kobayashi              | Japan               | 3:41:19 PB                     |
| 4     | Ihor Hlawan                | Ukraine             | 3:41:42 SB                     |
| 5     | Satoshi Maruo              | Japan               | 3:43:03 PB                     |
| 6     | Máté Helebrandt            | Ungarn              | 3:43:56 NR                     |
| 7     | Rafał Augustyn             | Polen               | 3:44:18 SB                     |
| 8     | Robert Heffernan           | Irland              | 3:44:41 SB                     |
| 9     | Marco De Luca              | Italien             | 3:45:02 SB                     |
| 10    | Carl Dohmann               | Deutschland         | 3:45:21 PB                     |
| 11    | João Vieira                | Portugal            | 3:45:28 SB                     |
| 12    | Quentin Rew                | Neuseeland          | 3:46:29 NR                     |
| 13    | Karl Junghannß             | Deutschland         | 3:47:01 PB                     |
| 14    | Aleksi Ojala               | Finnland            | 3:47:20 SB                     |
| 15    | Evan Dunfee                | Kanada              | 3:47:36                        |
| 16    | Horacio Nava               | Mexiko              | 3:47:53 SB                     |
| 17    | José Ignacio Díaz          | Spanien             | 3:48:08 PB                     |
| 18    | Claudio Villanueva         | Ecuador             | 3:49:27 PB                     |
| 19    | Iwan Banseruk              | Ukraine             | 3:49:49                        |
| 20    | Jorge Armando Ruiz         | Kolumbien           | 3:50:37 PB                     |
| 21    | José Leyver Ojeda          | Mexiko              | 3:51:17                        |
| 22    | Rafał Fedaczyński          | Polen               | 3:52:11                        |
| 23    | Jarkko Kinnunen            | Finnland            | 3:55:44 SB                     |
| 24    | Adrian Błocki              | Polen               | 3:55:49                        |
| 25    | Mathieu Bilodeau           | Kanada              | 3:56:54 SB                     |
| 26    | Francisco Arcilla          | Spanien             | 3:57:27                        |
| 27    | Marjan Sakalnyzkyj         | Ukraine             | 3:57:29                        |
| 28    | Anders Hansson             | Schweden            | 3:58:00 PB                     |
| 29    | Park Chil-sung             | Südkorea            | 3:59:46 SB                     |
| 30    | Niu Wenbin                 | Volksrepublik China | 4:01:35                        |
| 31    | Narcis Mihăilă             | Rumänien            | 4:02:27 PB                     |
| 32    | Pedro Isidro               | Portugal            | 4:02:30                        |
| 33    | Ronal Quispe               | Bolivien            | 4:08:22 SB                     |
| DNF   | Michele Antonelli          | Italien             |                                |
| DNF   | Luis Fernando López        | Kolumbien           |                                |
| DNF   | Dušan Majdán               | Slowakei            |                                |
| DNF   | Arturas Mastianica         | Litauen             |                                |
| DNF   | Iván Pajuelo               | Spanien             |                                |
| DNF   | Yu Wei                     | Volksrepublik China |                                |
| DSQ   | Edward Araya               | Chile               | IAAF Rule 230.7a 3 Rote Karten |
| DSQ   | Andrés Chocho              | Ecuador             | IAAF Rule 230.7a 3 Rote Karten |
| DSQ   | Alejandro Francisco Florez | Schweiz             | IAAF Rule 230.7a 3 Rote Karten |
| DSQ   | Håvard Haukenes            | Norwegen            | IAAF Rule 230.7a 3 Rote Karten |
| DSQ   | Dominic King               | Großbritannien      | IAAF Rule 230.7a 3 Rote Karten |
| DSQ   | Aku Partanen               | Finnland            | IAAF Rule 230.7a 3 Rote Karten |
| DSQ   | Florin Alin Știrbu         | Rumänien            | IAAF Rule 230.7a 3 Rote Karten |
| DSQ   | Omar Zepeda                | Mexiko              | IAAF Rule 230.7a 3 Rote Karten |
| DNS   | Brendan Boyce              | Irland              |                                |

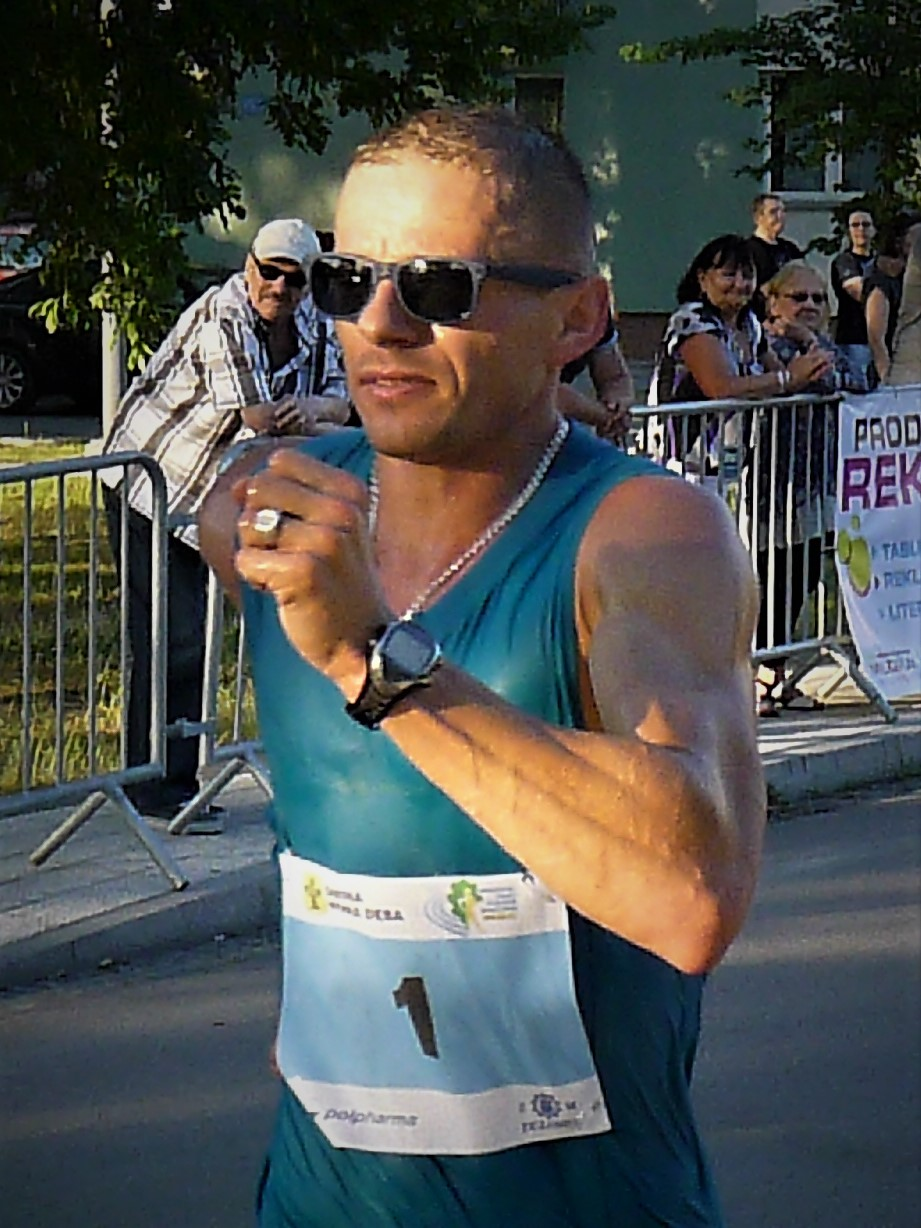
Rafał Augustyn – Platz sieben
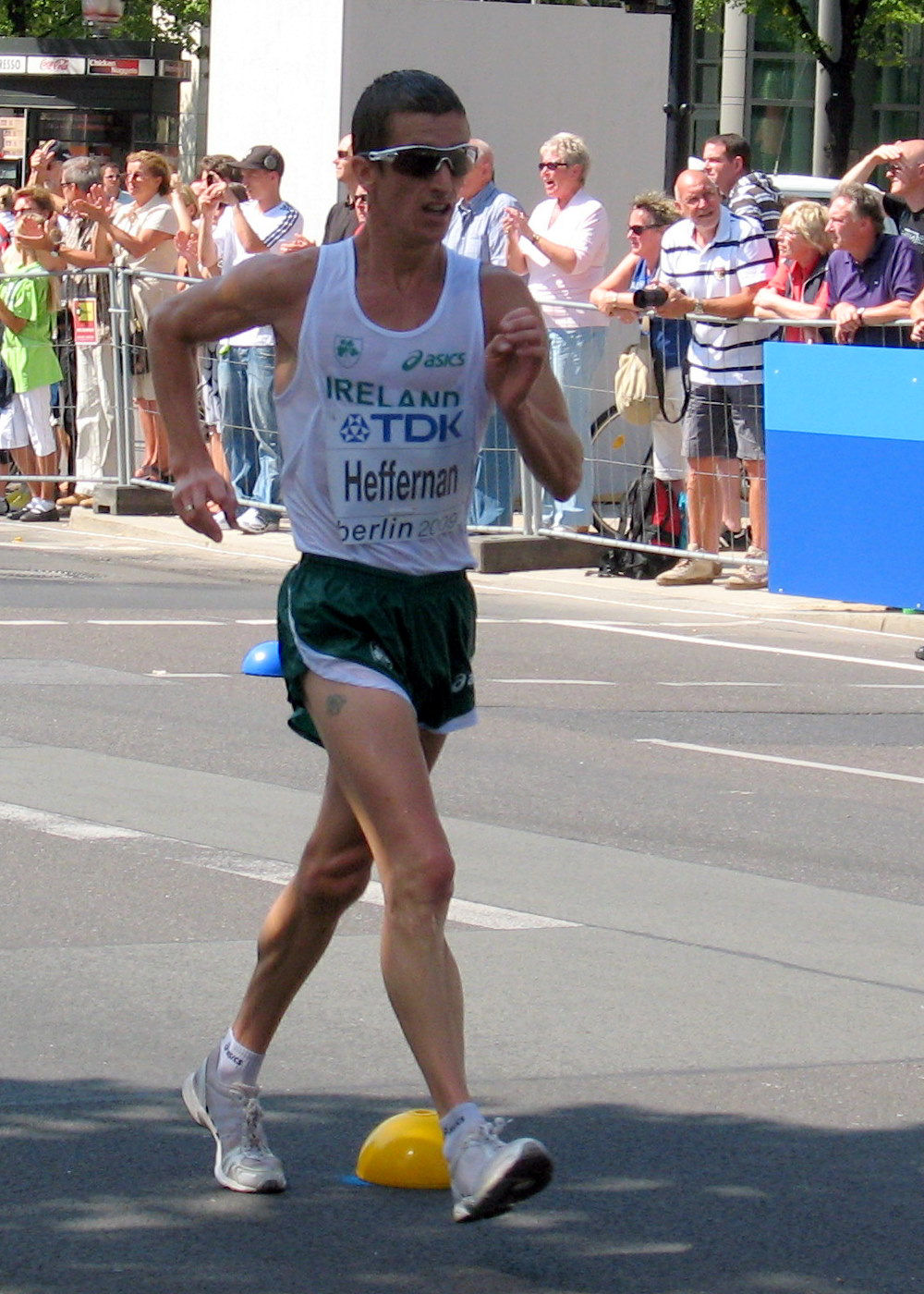
Robert Heffernan – Platz acht
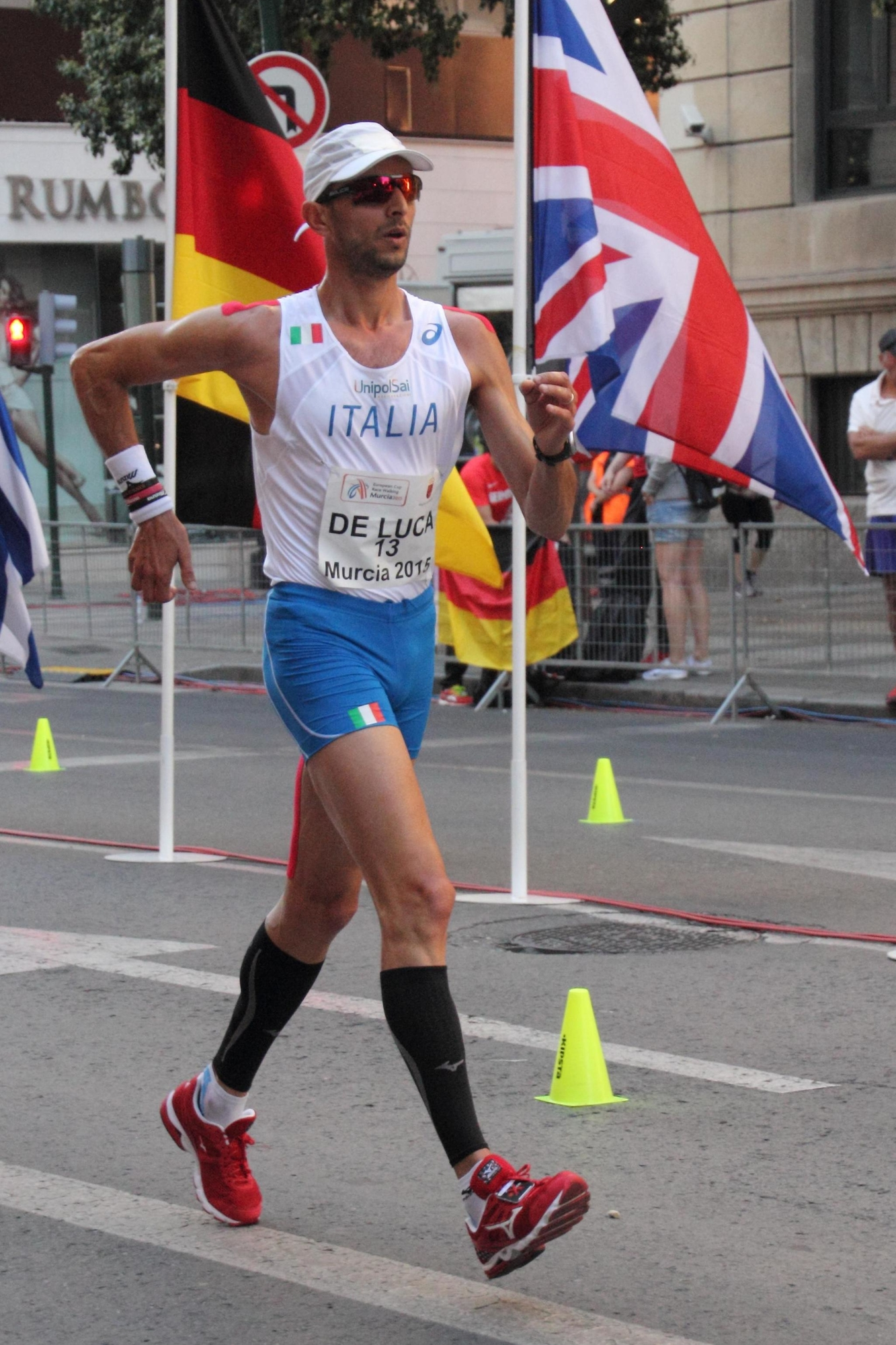
Marco De Luca – Platz neun
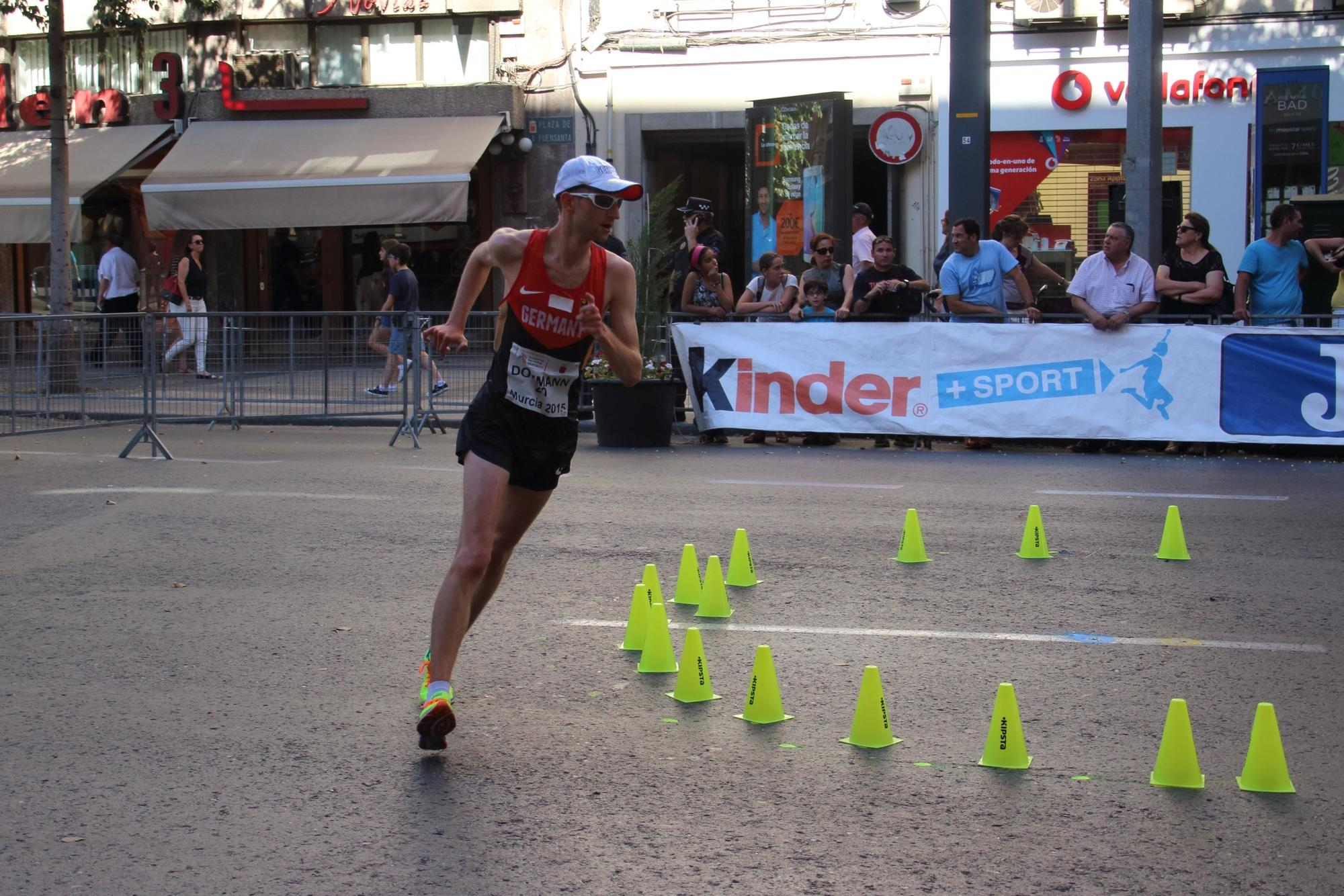
Carl Dohmann – Platz zehn
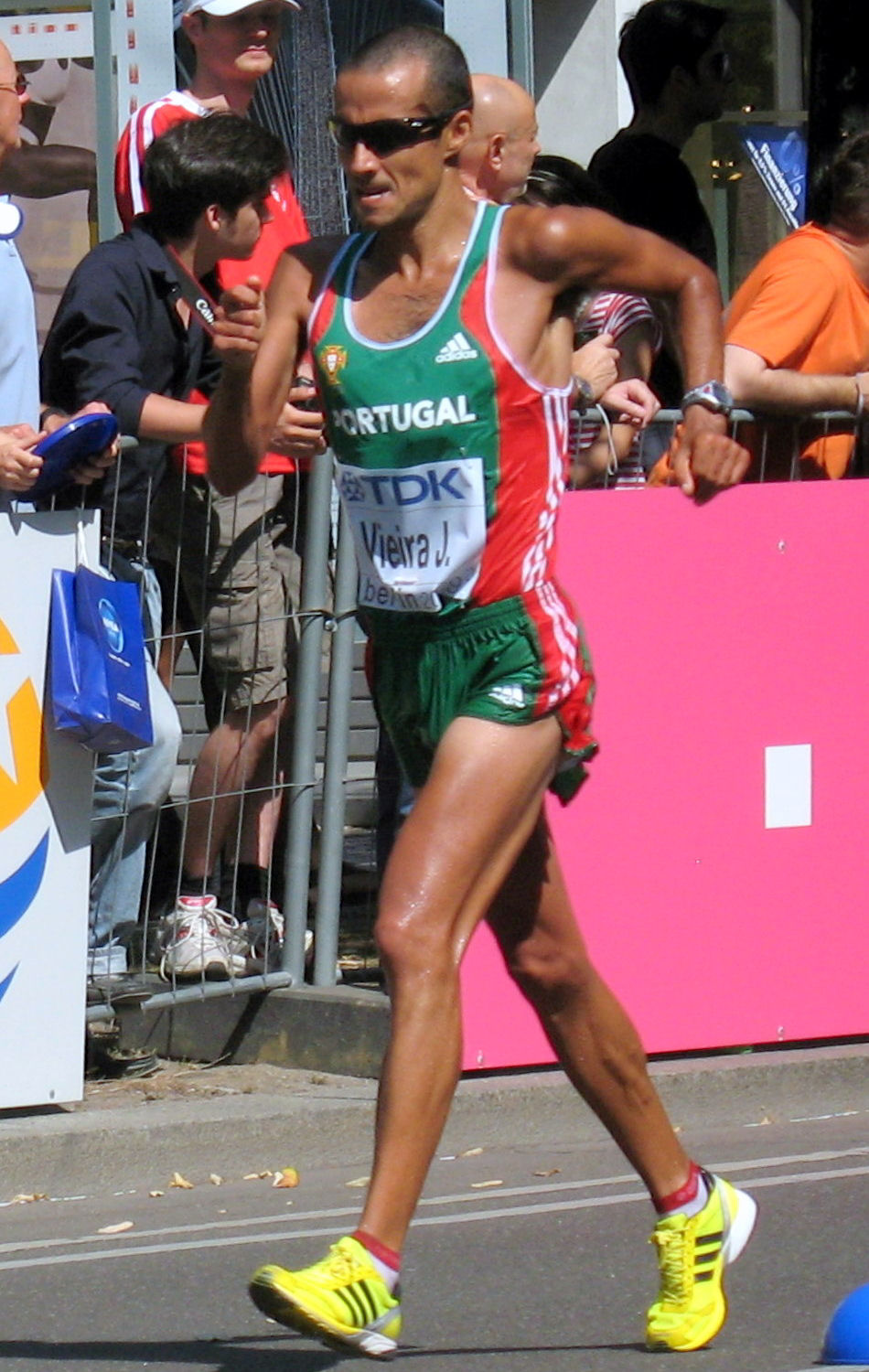
João Vieira – Platz elf
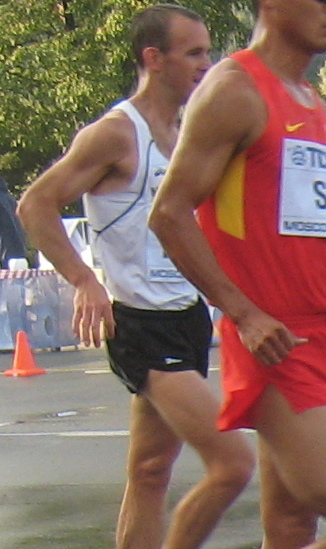
Quentin Rew (ganz links) – Platz zwölf
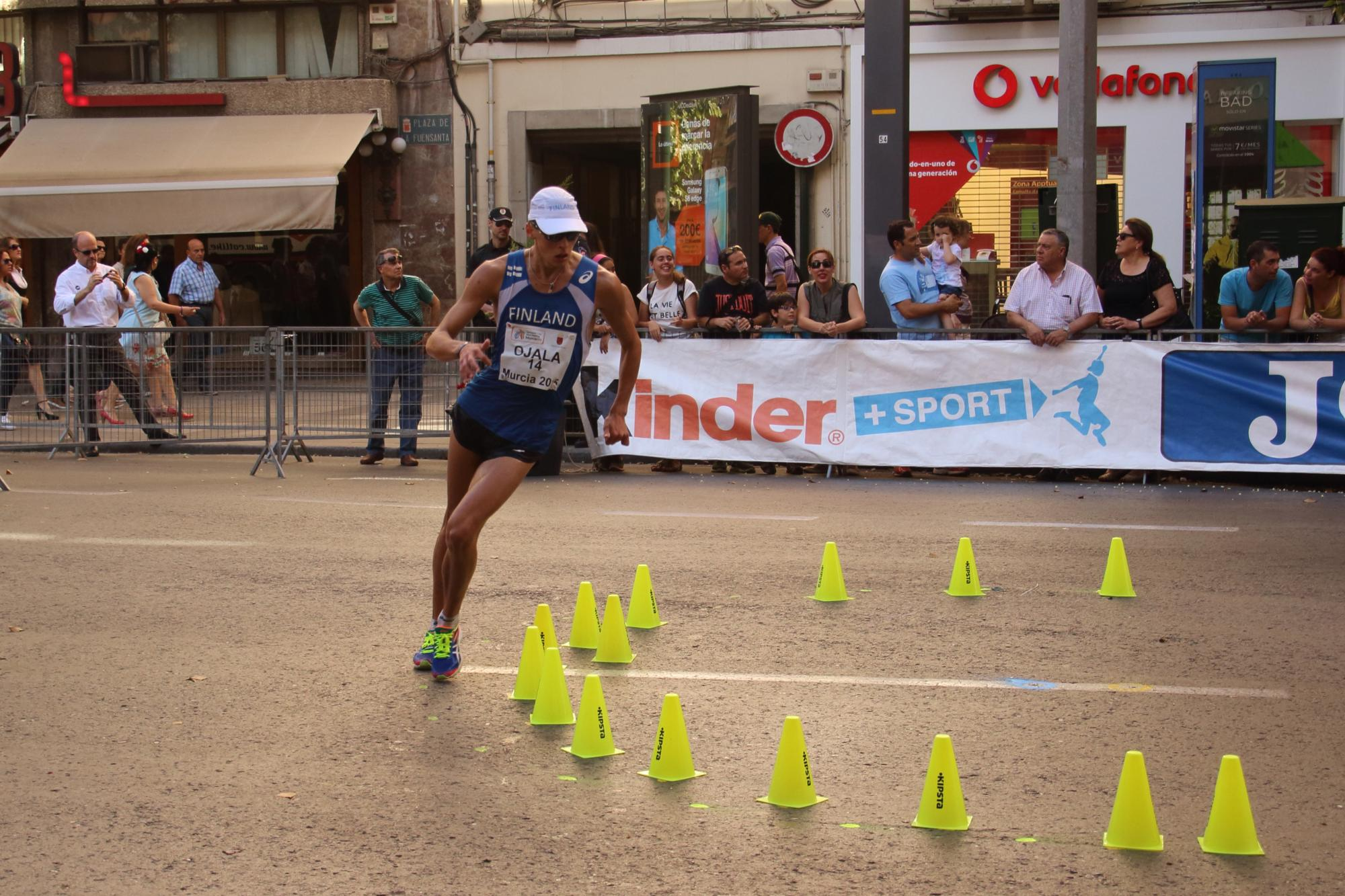
Aleksi Ojala – Platz vierzehn

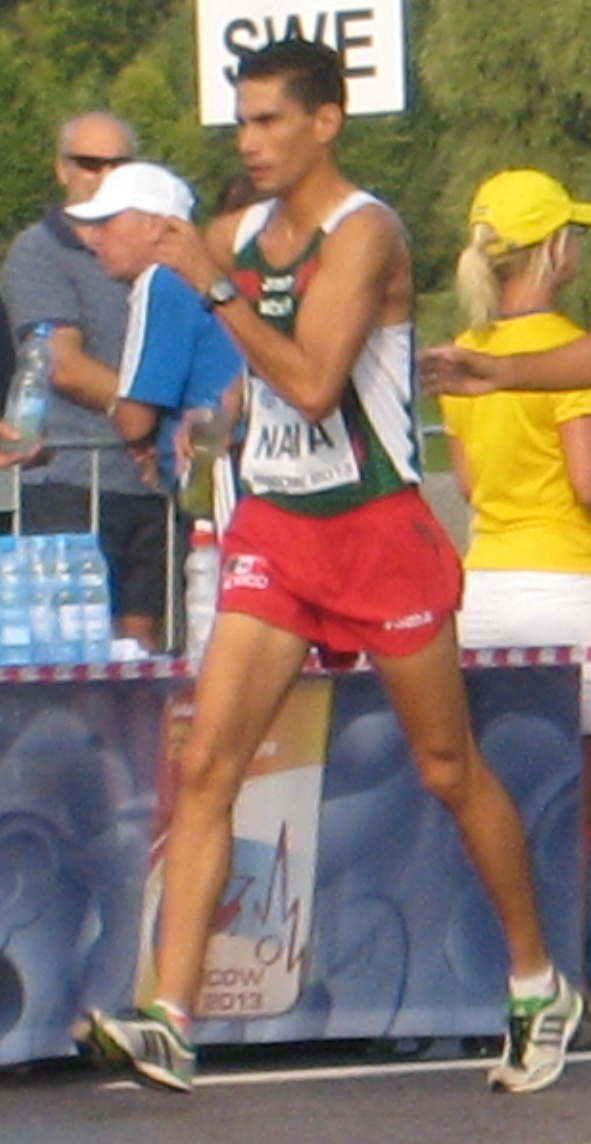
Horacio Nava – Platz sechzehn
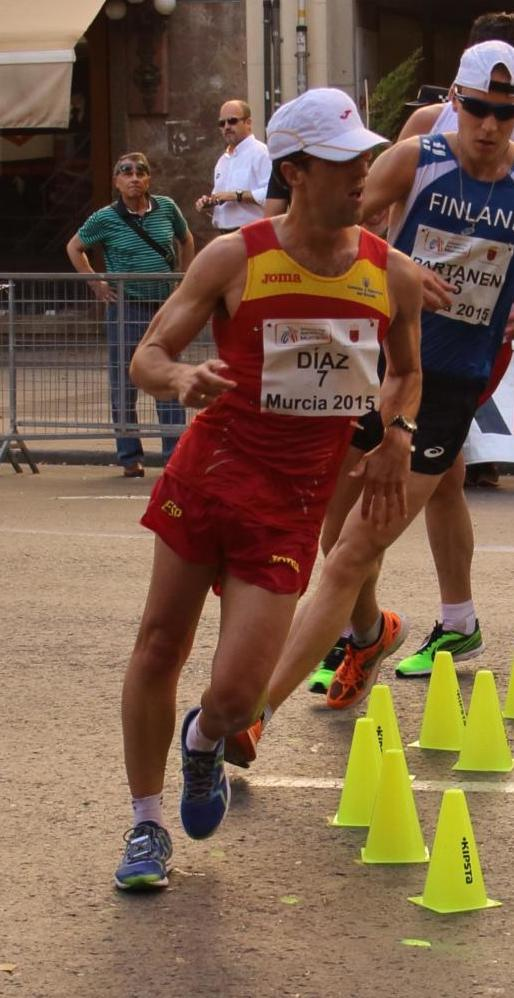
José Ignacio Díaz – Platz siebzehn
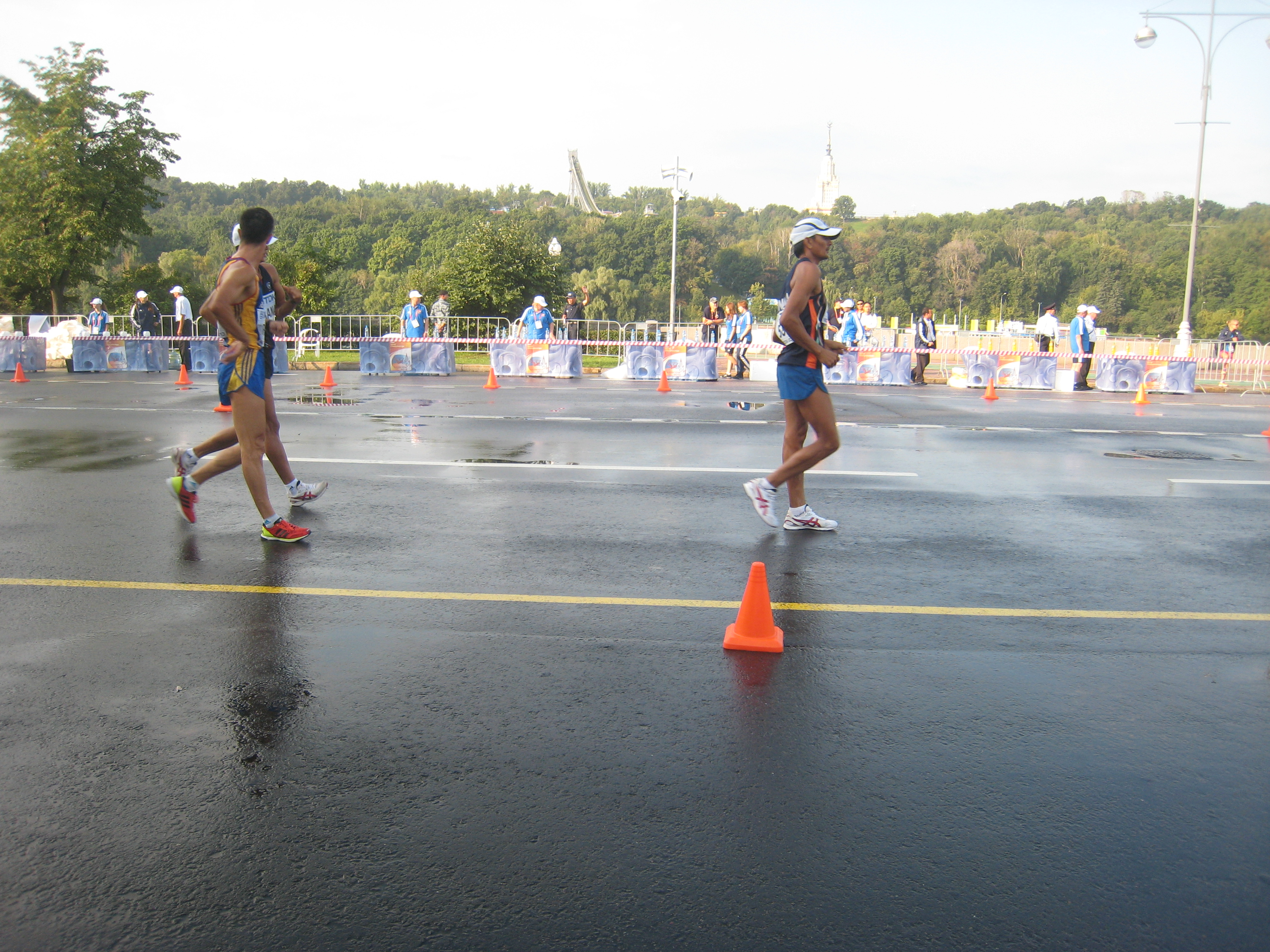
Claudio Villanueva (rechts) – Platz achtzehn
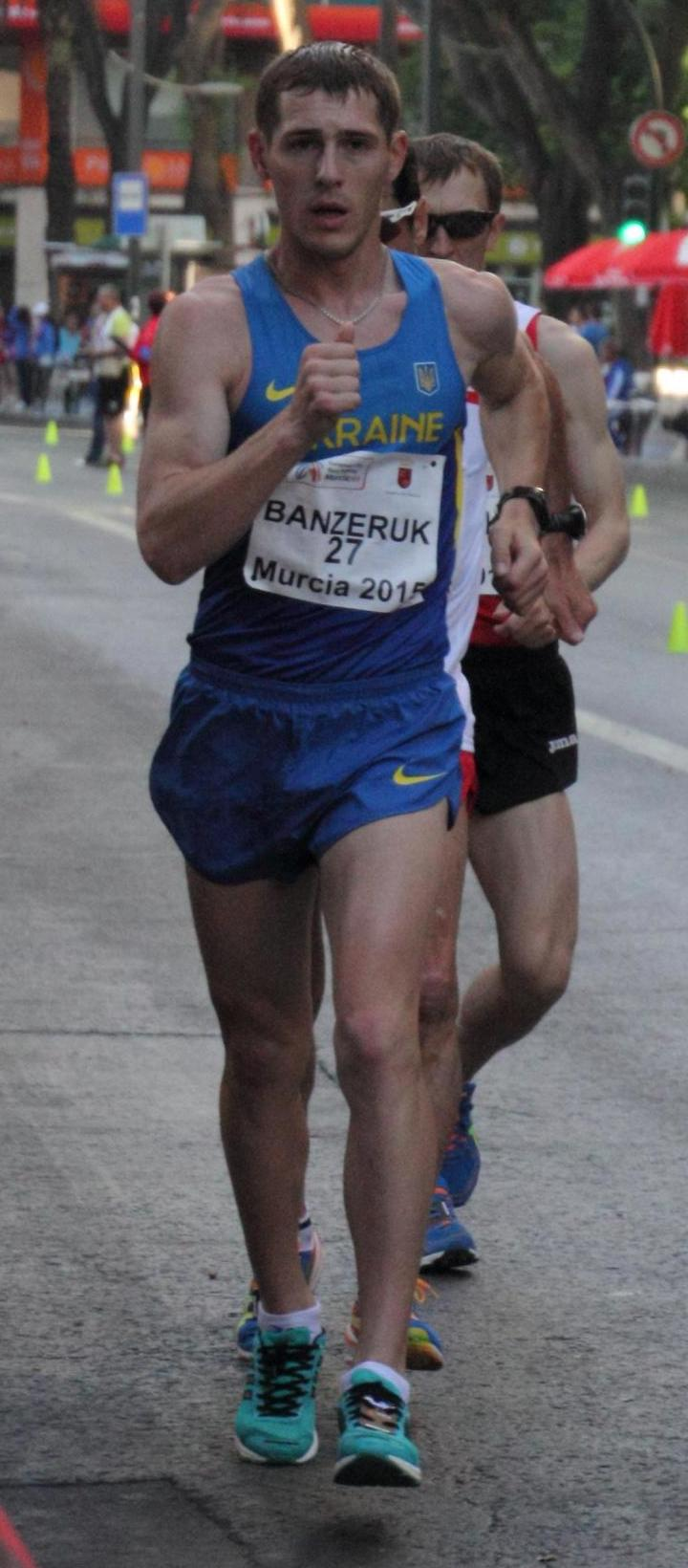
Iwan Banseruk – Platz neunzehn
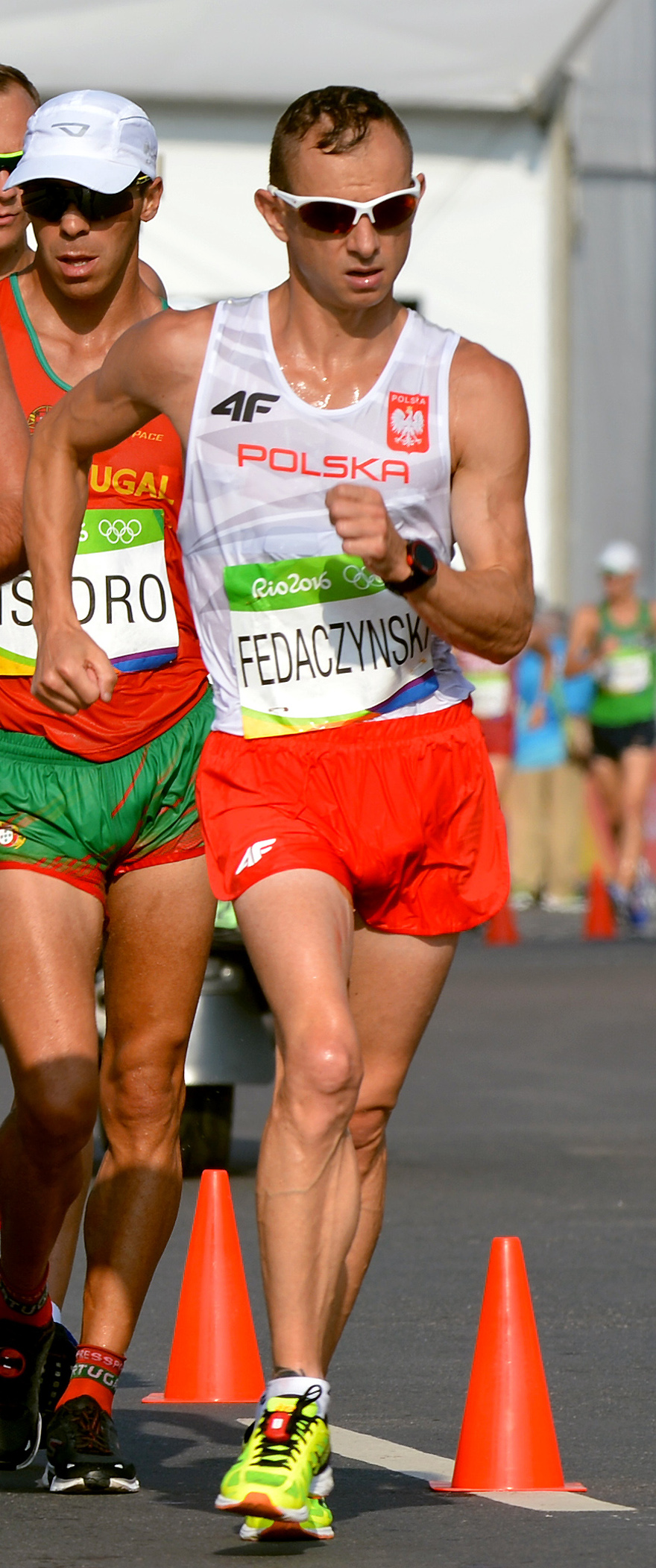
Rafał Fedaczyński – Platz 22
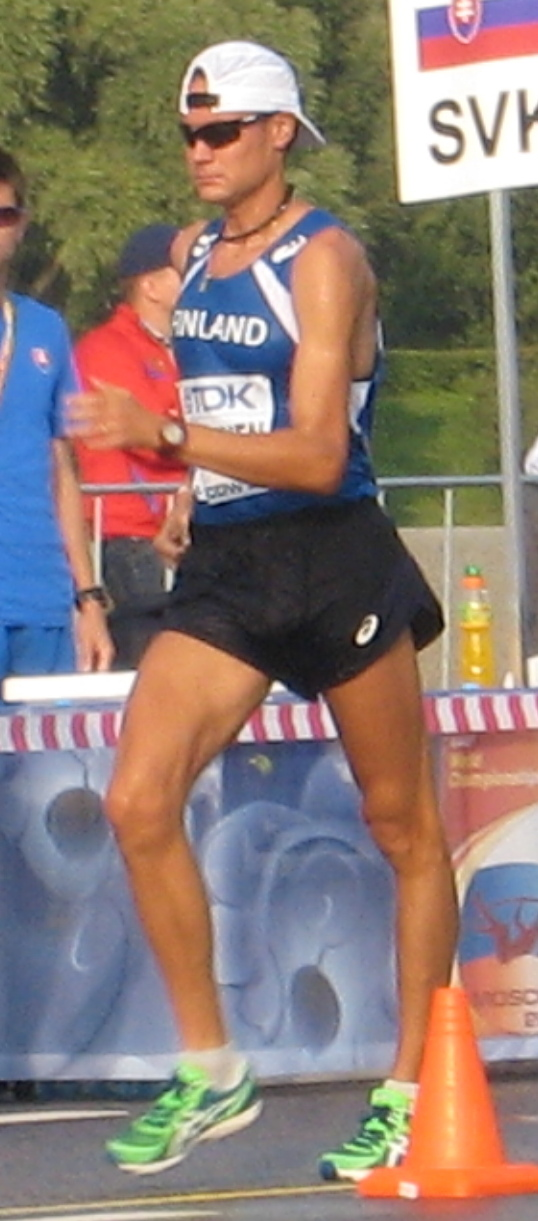
Jarkko Kinnunen – Platz 23
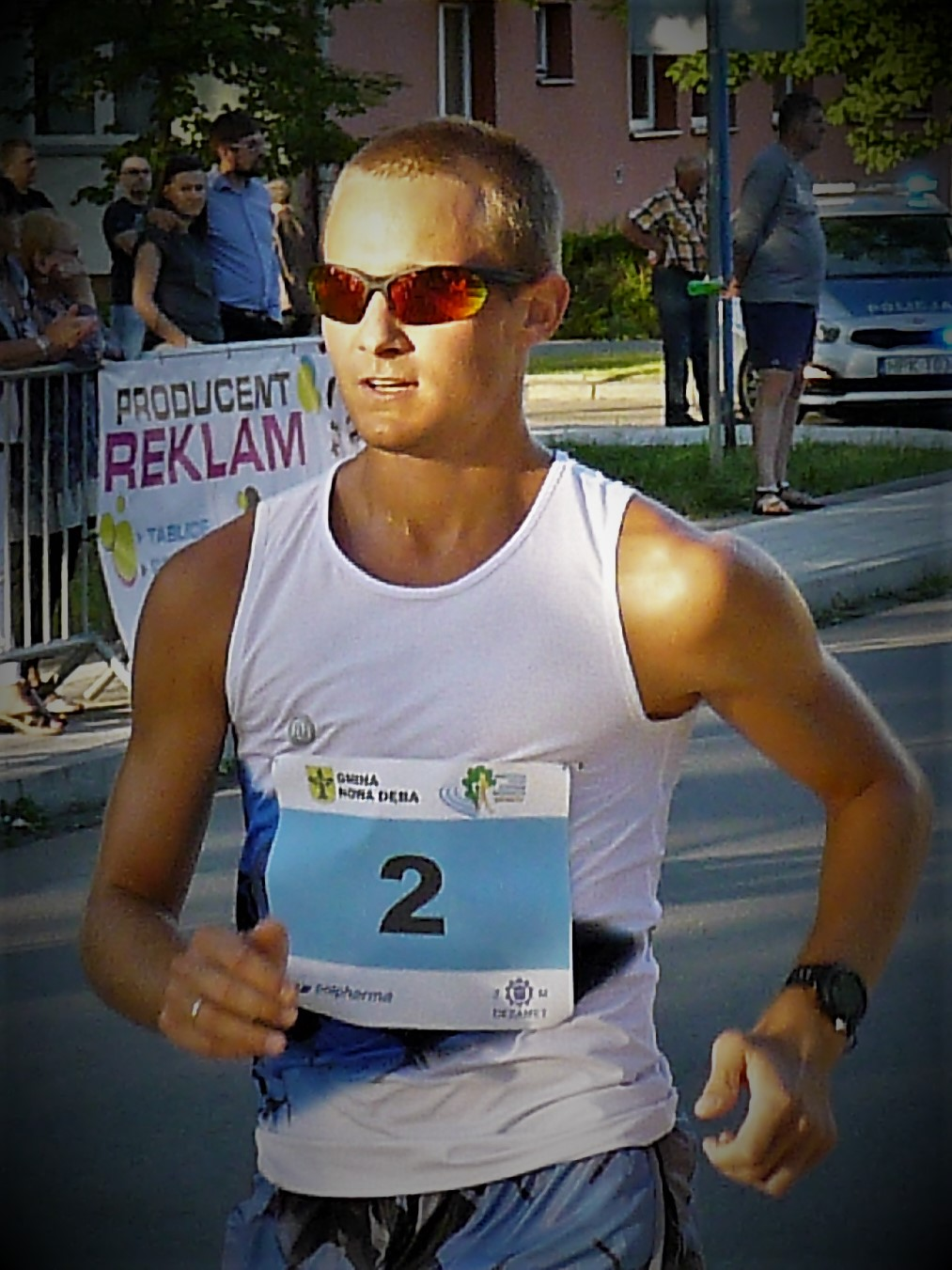
Adrian Błocki – Platz 24

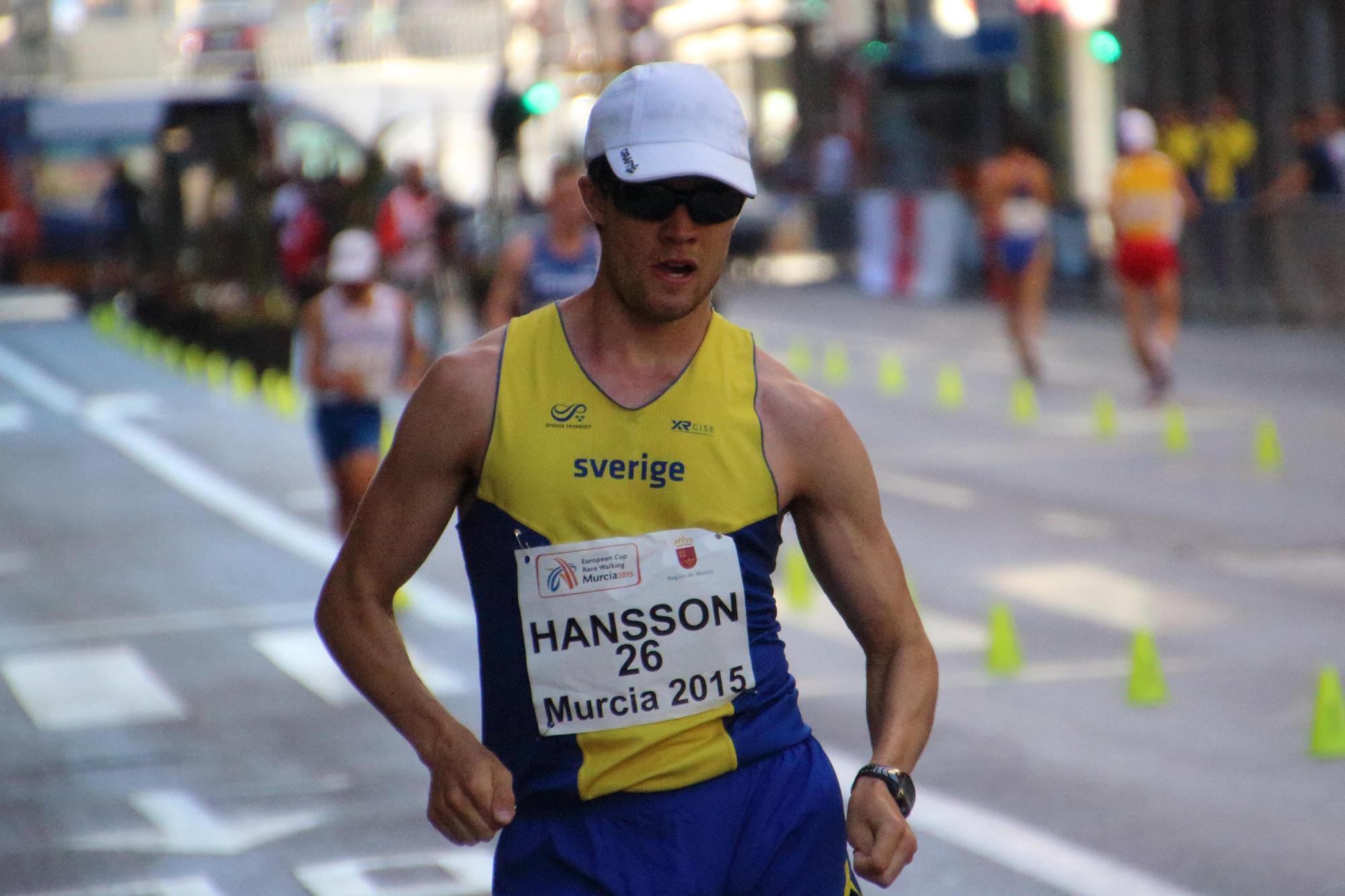
Anders Hansson – Platz 28
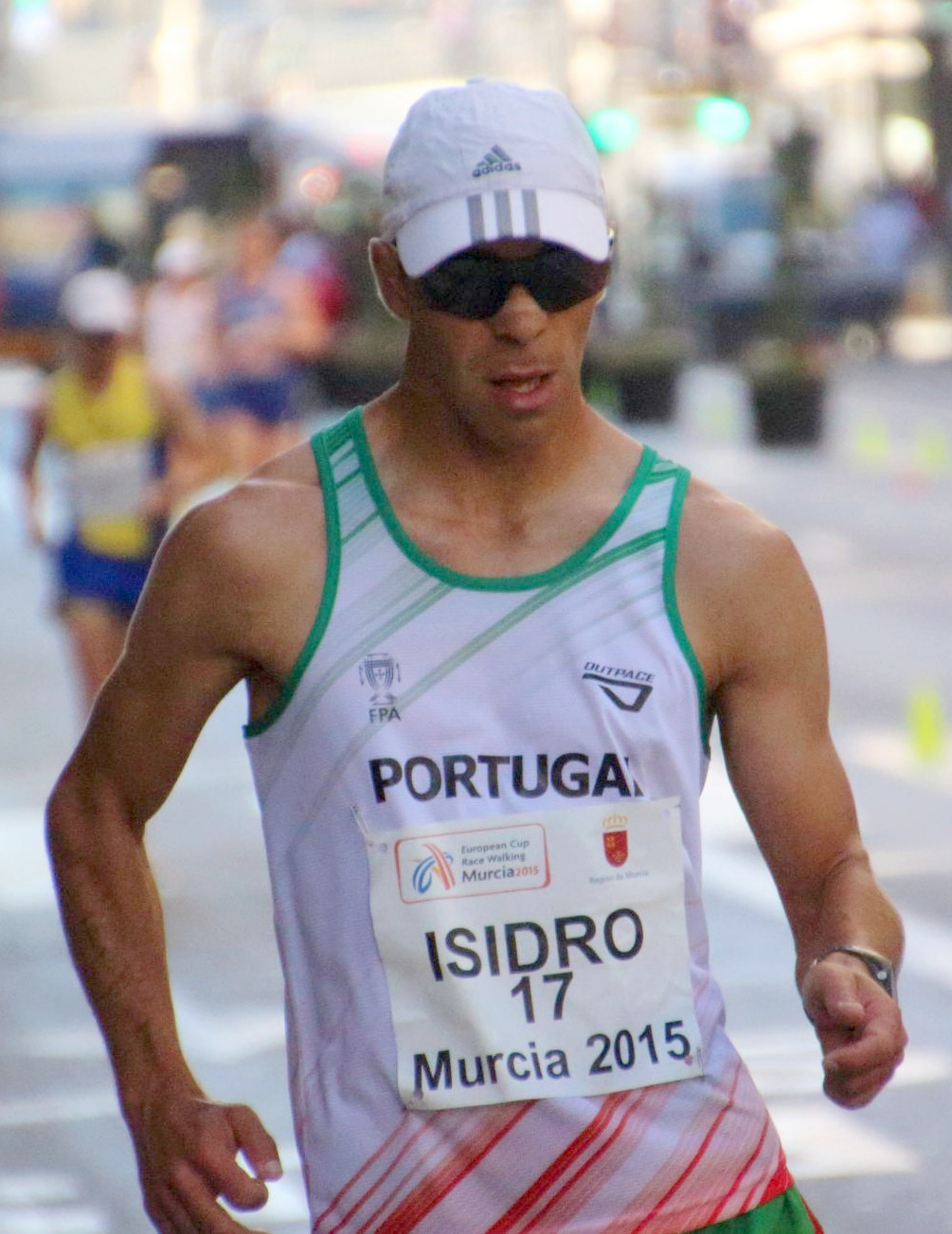
Pedro Isidro – Platz 32
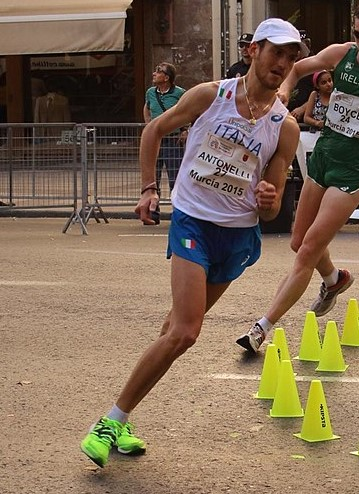
Michele Antonelli – aufgegeben
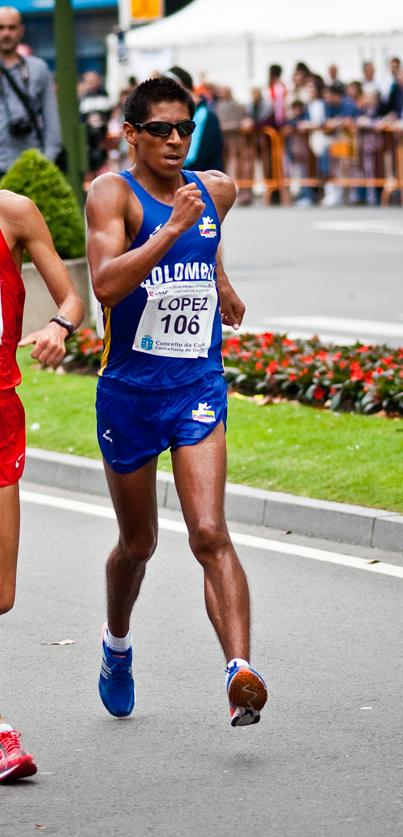
Luis Fernando López – aufgegeben
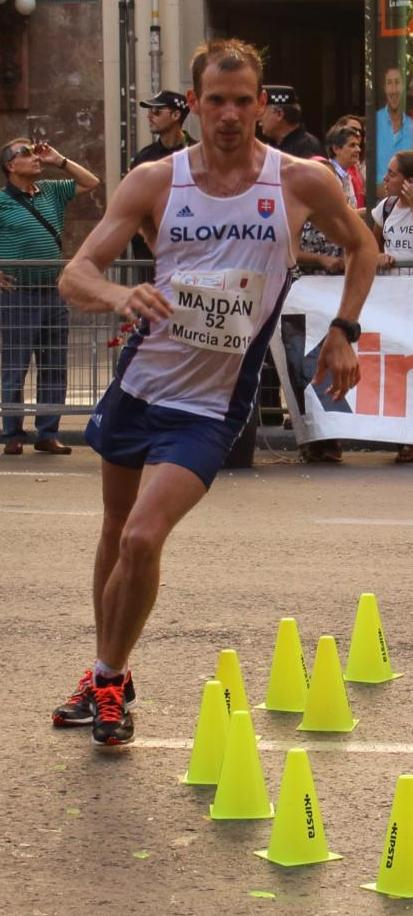
Dušan Majdán – aufgegeben
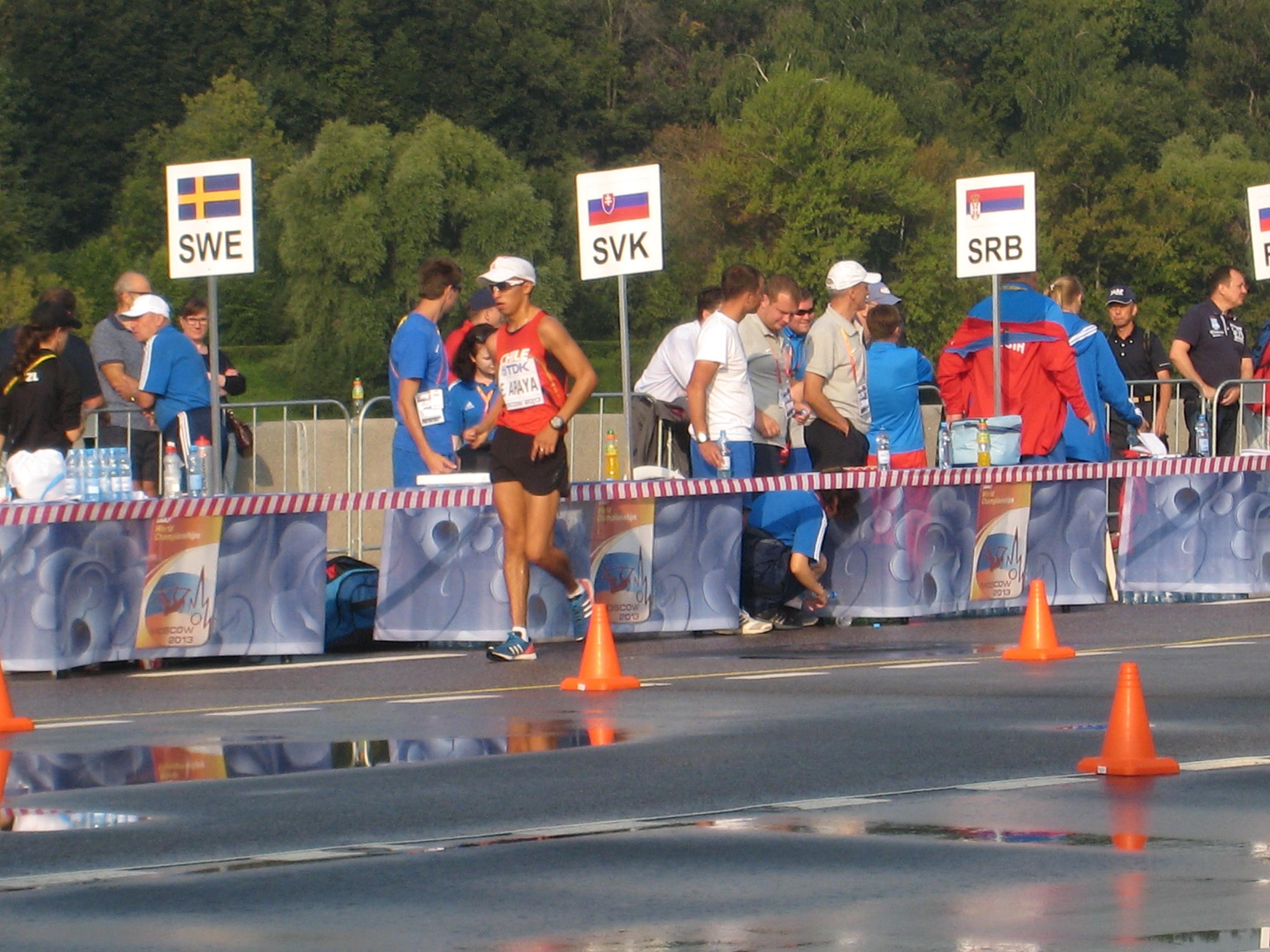
Edward Araya – disqualifiziert (3 rote Karten)
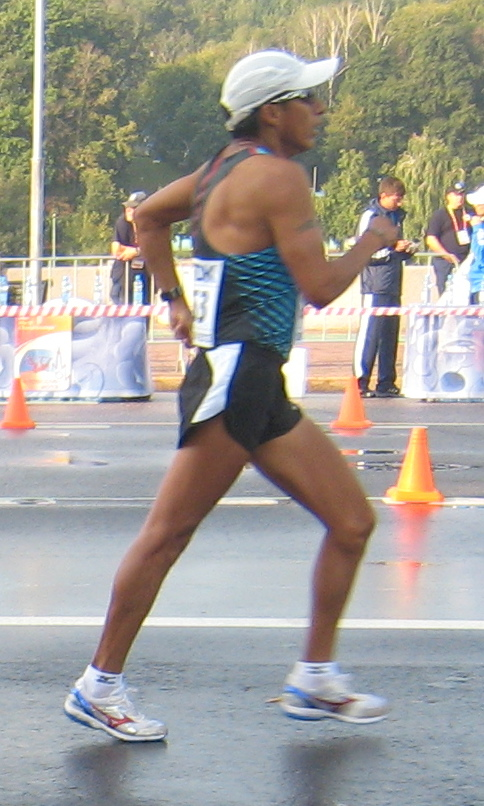
Andrés Chocho – disqualifiziert (3 rote Karten)
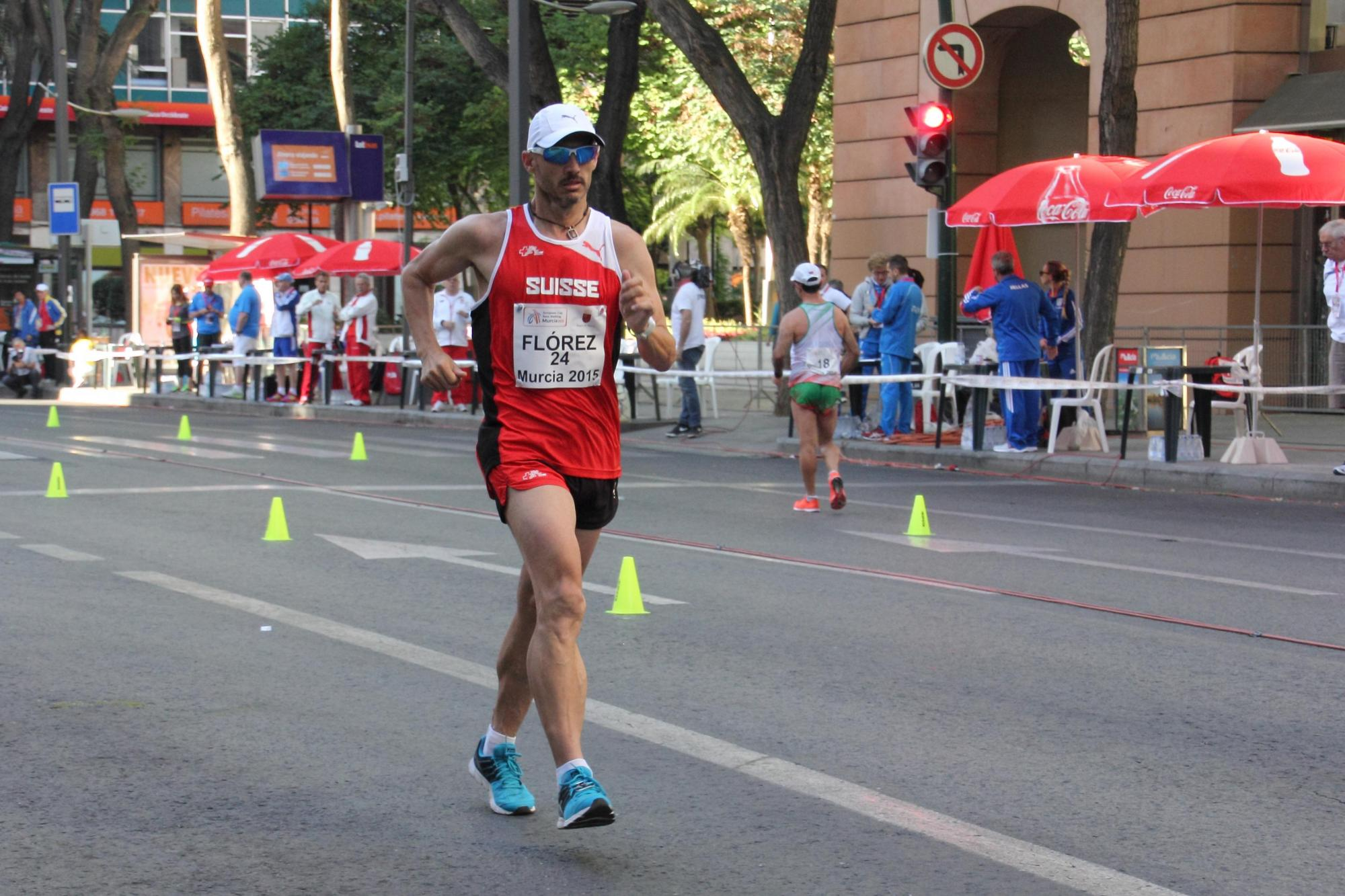
Alex Flórez – disqualifiziert (3 rote Karten)
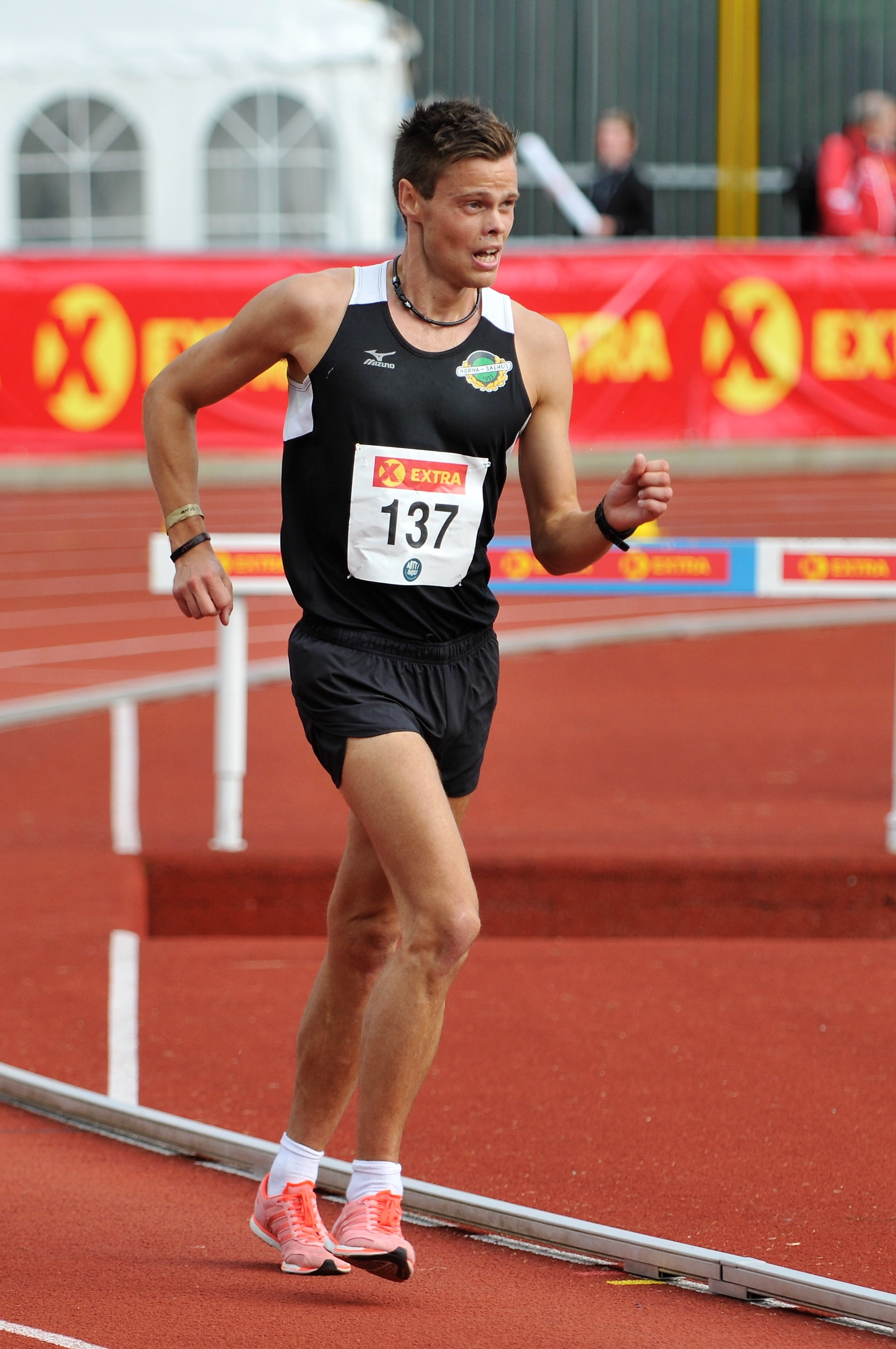
Håvard Haukenes – disqualifiziert (3 rote Karten)
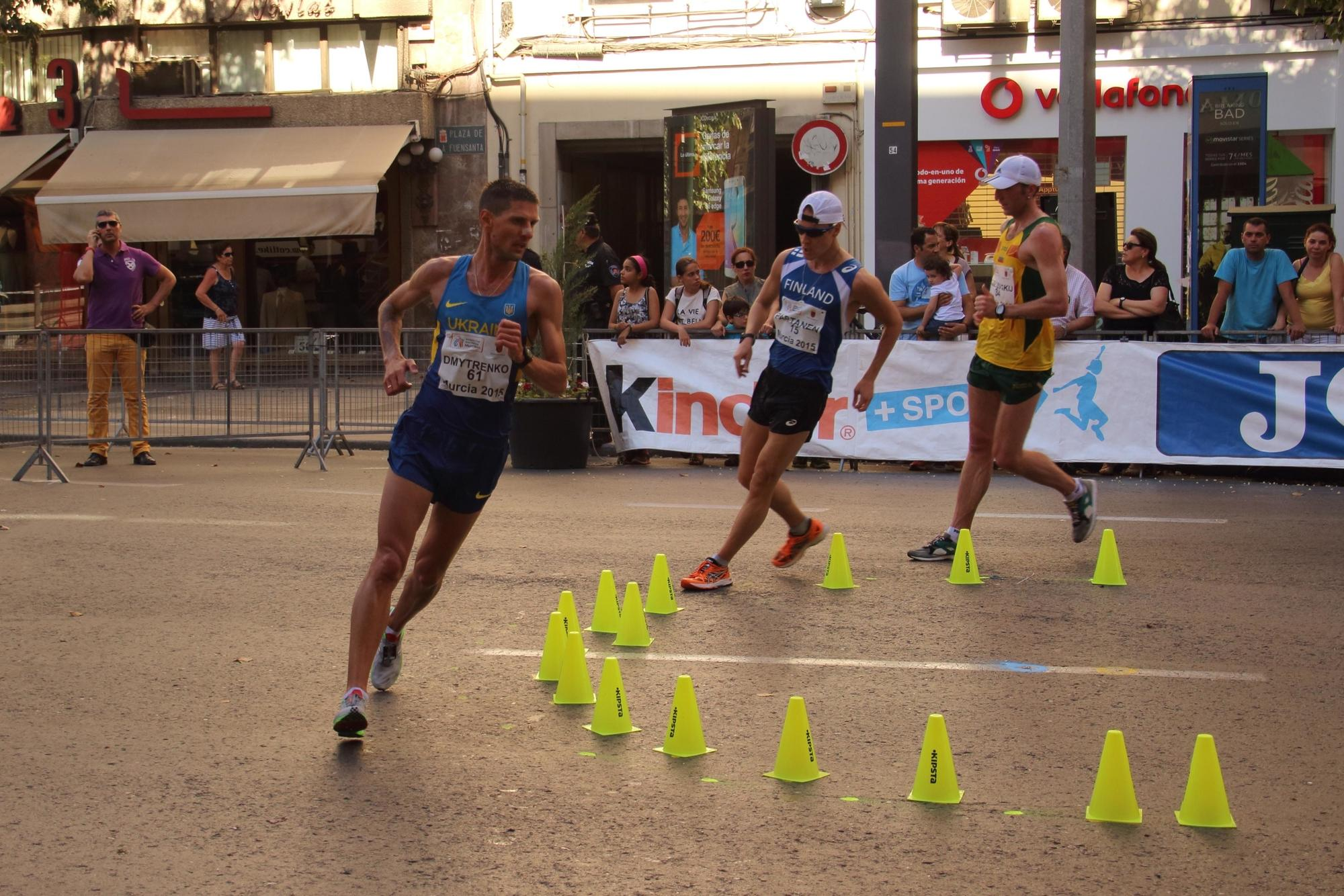
Veli-Matti Partanen (Mitte) – disqualifiziert (3 rote Karten)
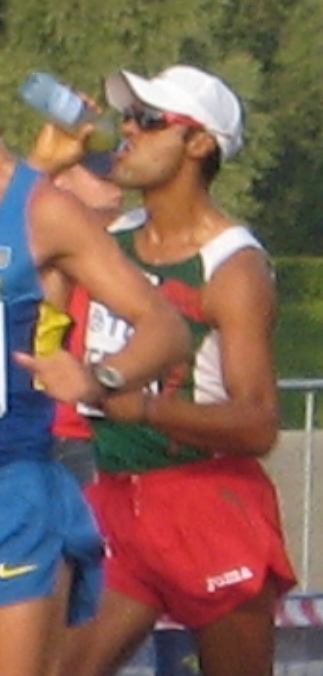
Omar Zepeda – disqualifiziert (3 rote Karten)

## Video
- 50km Race Walk Finals | IAAF World Championships London 2017, youtube.com, abgerufen am 28. Februar 2021